# Motang
Motang (nepalski: भोताङ) – gaun wikas samiti w środkowej części Nepalu  w strefie Bagmati w dystrykcie Sindhupalchowk. Według nepalskiego spisu powszechnego z 2001 roku liczył on 619 gospodarstw domowych i 2750 mieszkańców (1240 kobiet i 1510 mężczyzn).